# Hilarempis alpha
Hilarempis alpha är en tvåvingeart som beskrevs av Smith 1969. Hilarempis alpha ingår i släktet Hilarempis och familjen dansflugor. Inga underarter finns listade i Catalogue of Life.